# Panga panga

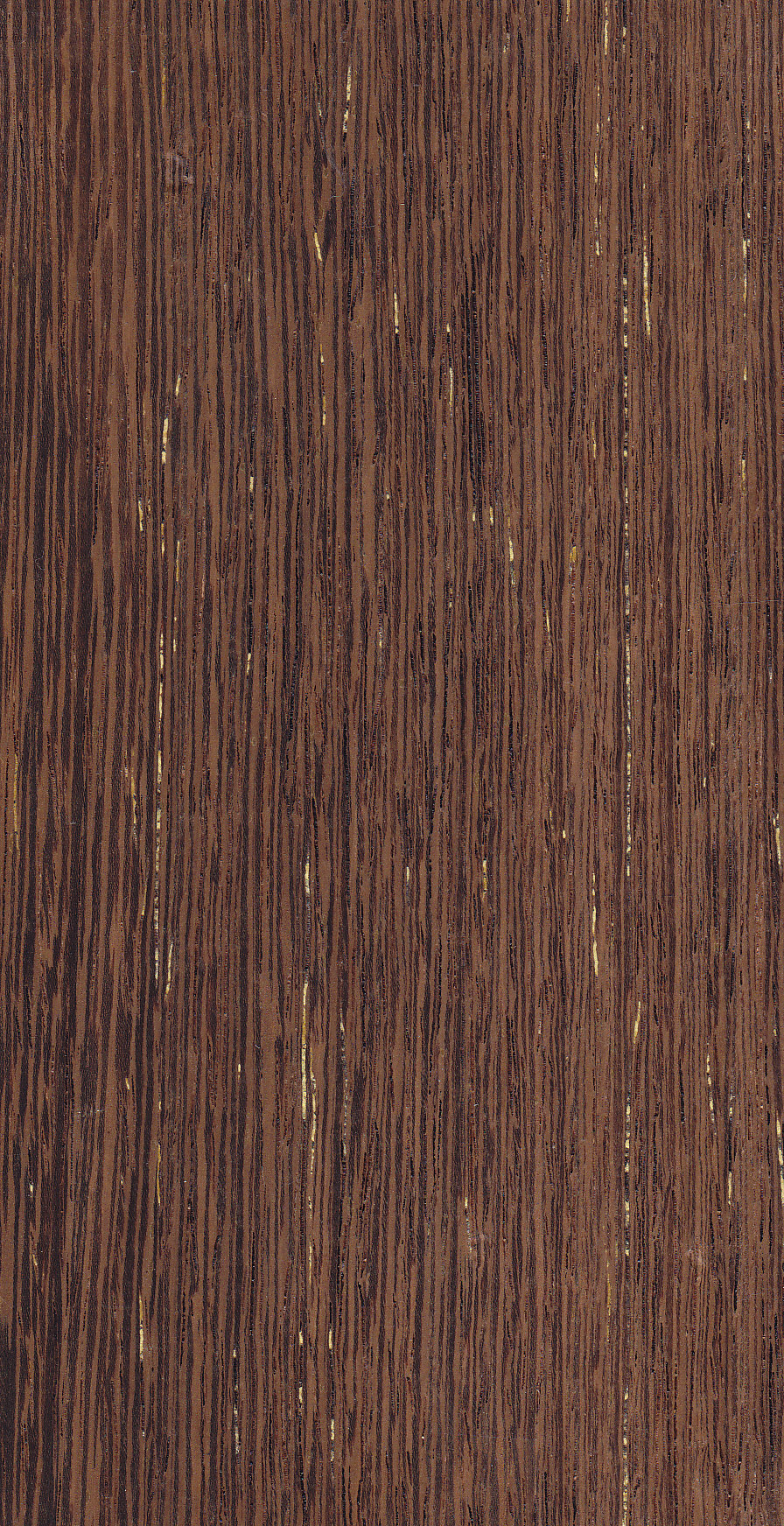
Panga panga

Panga panga is een donkere en zware houtsoort, die sterk lijkt op wengé. Het heeft dezelfde voor- en nadelen als wengé: het is decoratief, sterk en slijtvast, maar verbleekt in de zon, splijt vrij makkelijk en er zijn voorzorgsmaatregelen nodig bij het bewerken. Bij bewerken komt een irriterende stof vrij waardoor een afzuiginstallatie gewenst is en splinters leiden makkelijk tot ontstekingen. Panga panga is soms te onderscheiden van wengé doordat het gele vlekken heeft, vooral zichtbaar als gele inhoudsstoffen in de porieën. Deze zijn lang niet altijd aanwezig. Daarentegen heeft wengé soms witte inhoudsstoffen in de porieën.
Het is rechtdradig (soms kruisdradig), met bruin kernhout (in twee kleuren). Het hout wordt gebruikt voor gebruiksvoorwerpen via snij-, fineer- en draaiwerk zoals borstels en binnenschrijnwerk zoals trappen, meubels en parket. 
Panga panga is afkomstig van Millettia stuhlmannii (familie Leguminosae / Papilionaceae), die voorkomt in Oost-Afrika.